# Gilchrist Olympio
Gilchrist Olympio (ur. 26 grudnia 1936 w Lomé) – togijski polityk, lider opozycji i Unii Sił Zmiany (UFC, Union des Forces de Changement) od 1992. Kandydat w wyborach prezydenckich w 1998.

## Życiorys
Gilchrist Olympio urodził się w 1936 w Lomé. Jego ojciec, były prezydent kraju Sylvanus Olympio, został zamordowany w czasie zamachu stanu w 1963. Kształcił się za granicą. W 1958 rozpoczął studia matematyczne i filozoficzne na Hamilton College w USA. Rok później rozpoczął naukę w London School of Economics, a następnie zdobył doktorat z ekonomii na University of Oxford. W latach 1963–1964 pracował jako ekonomista dla ONZ, a następnie dla Międzynarodowego Funduszu Walutowego (1964-1970), po czym powrócił do Afryki, gdzie rozpoczął działalność biznesową. Przebywając ciągle za granicą, zaangażował się w działalność opozycyjną przeciw dyktaturze prezydenta Gnassingbé Eyadémy, za co został dwukrotnie skazany zaocznie na karę śmierci. 
Po 25 latach, w lipcu 1991 powrócił do Togo, by wziąć udział w procesie demokratyzacji kraju i obradach Konferencji Suwerenności Narodowej (Conférence Nationale Souveraine), która odbyła się w kraju na przełomie lipca i sierpnia 1991 i w wyniku której powołany został nowy rząd oraz przejściowy parlament. W lutym 1992 założył partię polityczną, Unia Sił Zmiany (UFC). W maju 1992 jego konwój stał się celem ataku nieznanych sprawców w miejscowości Soudou na północy kraju. W jego wyniku śmierć poniosło 12 osób, a on sam został poważnie ranny, spędzając rok na rekonwalescencji w szpitalach we Francji i Wielkiej Brytanii. Dochodzenie przeprowadzone przez Międzynarodową Federację Praw Człowieka (FIDH) wykazało, że syn prezydenta Eyademy, Ernest Gnassingbe, stał na czele sprawców ataku. Po zamachu na życie Olympio zamieszkał w Paryżu. 
W lipcu 1993 Olympio został nominowany kandydatem UFC w sierpniowych wyborach prezydenckich. Nie został jednak dopuszczony do udziału w nich z powodu zakwestionowania jego zaświadczeń lekarskich, wymaganych przez prawo. Jako kandydat UFC, wziął udział w kolejnych wyborach prezydenckich w czerwcu 1998. Według oficjalnych wyników, zdobył w nich 34,2% głosów, przegrywając z prezydentem Eyademą (52,1%). Oskarżył jednak władzę o fałszerstwa, odrzucił wyniki wyborów i zażądał ich ponownego przeprowadzenia. 
W kolejnych wyborach prezydenckich w czerwcu 2003 nie mógł wystartować z powodu uchwalenia rok wcześniej poprawki do konstytucji, wprowadzającej obowiązkowy dla kandydatów okres co najmniej rocznego domicylu. Z tego samego powodu nie mógł uczestniczyć w wyborach prezydenckich w kwietniu 2005, po śmierci wieloletniego prezydenta Eyademy. 
W lipcu 2008 na kongresie UFC został mianowany kandydatem partii w wyborach prezydenckich w marcu 2010. Jednakże ostatecznie, również i tym razem nie wziął w nich udziału, gdyż nie zdołał w terminie dostarczyć zaświadczenia zdrowotnego do komisji wyborczej. 15 stycznia 2010, w ostatnim dniu zgłaszania kandydatur, kandydatem UFC został wybrany w zamian sekretarz generalny partii, Jean-Pierre Fabre. Olympio przebywał w tym czasie na leczeniu w Stanach Zjednoczonych i nie mógł przybyć do kraju.
Po wyborach rozpoczął rozmowy z rządzącym Zgromadzeniem Ludu Togijskiego (RPT) na temat stworzenia koalicyjnego rządu. Oznaczało to zwrot w polityce partii, która jak dotąd ostro krytykowała rządzącą partię i prezydenta, a także wykluczała możliwość uczestnictwa w rządzie. 27 maja 2010 Olympio ogłosił podpisanie porozumienia koalicyjnego. Porozumienie zakładało wejście 7 ministrów z UFC do "rządu narodowej odbudowy" oraz reformę prawa wyborczego. Reforma miała obejmować zmianę granic okręgów wyborczych, sporządzenie nowego spisu ludności i aktualizację listy wyborców. Na czele specjalnego komitetu nadzorującego wdrażanie reformy stanął Olympio. Nowy rząd premiera Gilberta Houngbo został zaprzysiężony 28 maja 2010. Składał się z 31 ministrów, w tym zgodnie z umową 7 z opozycyjnej UFC (uzyskała m.in. stanowisko ministra spraw zagranicznych). Olympio argumentował zmianę swojej postawy tym, że dotychczasowe wysiłki na rzecz gospodarczego i społecznego rozwoju narodu, rządów prawa i demokracji nie przyniosły rezultatów, dlatego po wielu rozmowach i przy poparciu partii podjął po raz pierwszy nową drogę wyjścia z kryzysu poprzez współudział we władzy. 
Wejście do rządu przewodniczącego Unii Sił Zmiany (UFC) wywołało podział w tej największej partii opozycyjnej. Porozumieniu ze stroną rządową był zdecydowanie przeciwny jej sekretarz generalny Jean-Pierre Fabre, od tygodni protestujący przeciw jego zdaniem sfałszowanym wynikom wyborów. Fabre zarzucił Olympio, że nie konsultował decyzji z władzami partii, które wcześniej wykluczyły jakąkolwiek współpracę z rządem i prezydentem. 29 maja 2010 z inicjatywy Fabre odbyło się posiedzenie Biura Narodowego UFC, które postanowiło "tymczasowo zawiesić" Olympio i ministrów, którzy weszli do rządu w prawach członka partii. Zgodnie z postanowieniem Biura Narodowego nie mogli oni odtąd wypowiadać się lub działać w imieniu UFC. Wykluczenia przewodniczącego UFC nie zaakceptowali jednak wszyscy członkowie partii. 29 maja 2010 zwolennicy Fabre zorganizowali protest w Lomé przeciw decyzji Olympio o wejściu do rządu. Demonstranci nazywali go zdrajcą, a Fabre orzekł, że postąpił on "przeciw interesom partii i oczekiwaniom narodu" oraz zagroził definitywnym wykluczeniem go ze struktur UFC.